# Dorothy Dorow
Dorothy Dorow (Londen, 22 augustus 1930 – Duloe, 15 april 2017) was een Engelse sopraan. Ze was een van de leidende vocale vertolkers van de Nieuwe Muziek.

## Levensloop
Haar debuut gaf Dorow in 1958. Van 1963 tot 1977 woonde zij in Zweden, vanaf 1977 in Nederland, tot zij zich na haar pensionering in Cornwall terugtrok. Zij beschikte over een groot stembereik en was in staat om bijvoorbeeld Weberns latere twaalftoonscomposities ongedwongen en natuurlijk over te brengen. Ook zong zij de 'kleinere', marginale werken uit de Tweede Weense School, zoals de cabaretliederen van Schönberg en vroege werken van Alban Berg.
Dorow zong vele premières, zoals van werken van Bussotti, Dallapiccola, Hans Werner Henze, Ligeti en Nono. Ook haar vertolkingen van de liedjes van  Stravinsky werden beroemd.
In Nederland werkte zij vaak samen met Bruno Maderna en Reinbert de Leeuw. Behalve van de modernistische muziek en haar tradities (bijvoorbeeld Alexander Zemlinsky) maakte zij ook een opname met glansstukken uit de traditionele coloratura-literatuur.

## Discografie
Hieronder volgt een selectie van het werk dat van Dorow verscheen:
- Luciano Berio: Calmo (à Bruno, in memoriam) (met het Concertgebouworkest o.l.v. Diego Masson. RCO, 1975)
- Gunnar Bucht: Hund skenar glad (met het Zweeds Radiokoor en Zweeds Radio Symfonieorkest o.l.v. Stig Westerberg. Phono Suecia, 1996)
- Contemporary Music From Norway (Dorow zingt verschillende liederen van Fartein Valen, met het Oslo Philharmonic Orchestra o.l.v. Miltiades Caridis. Philips, 1972)
- Franco Donatoni: De Près (met het Nieuw Ensemble o.l.v. Ed Spanjaard. Etcetera, 1988)
- Theo Loevendie: Six Turkish Folk Poems (Residentie Orkest o.l.v. Ernest Bour. Olympia, 1991)
- Bruno Maderna: Hyperion (Coro e Orchestra della RAI di Roma o.l.v. Bruno Maderna. Stradivarius, 1966)
- Olivier Messiaen: Harawi (met Carl-Axel Dominique. BIS, 1975)
- Bo Nilsson: Brief aan Gösta Oswald/Uur van de blokkade (Phono Suecia, 1994)
- Luigi Nono: Canciones à Guiomar (met het Schönberg Ensemble. Etcetera, 1986)
- Arne Nordheim: Wirklicher Wald (met Aage Kvalbein, cello; Bergen Kathedraal Koor en Orkest o.l.v. Karsten Andersen. Econa, 1988)
- Arnold Schönberg: Erwartung (met het Concertgebouworkest o.l.v. Bernard Haitink. Q Disc, 1975)
- Arnold Schönberg: Cabaret Songs; Berg: Lieder; Anton Webern: Seven Early Songs (met Rudolf Jansen en Tan Crone. Etcetera, 1988)
- Igor Stravinsky: Les Noces (met het Nederlands Kamerkoor o.l.v. Felix de Nobel en met o.a. Theo Bruins en Daniël Wayenberg. RCO Live, 1972)
- Karol Szymanowski: Lieder (met Rudolf Jansen. Ecterera, 1990)
- Camillo Togni: Helian di Trakl/Rondeaux per dieci (met het BBC Symphony Orchestra o.l.v. Hans Rosbaud, resp. Divertimento Ensemble o.l.v. Sandro Gorli. Datum, 1995)
- Anton Webern: Lieder (met Rudolf Jansen. Etcetera, 1986)
- Anton Webern: Complete Vocal Works (met het Schönberg Ensemble o.l.v. Reinbert de Leeuw. Etcetera, 1986)
- Anton Webern: Sechs Lieder Op.14 (met het Melos Ensemble of London o.l.v. Bruno Maderna. Stradivarius, 1961)
- Alexander Zemlinsky/Franz Schreker/Joseph Marx: Lieder (met Massimiliano Dammerini. Etcetera, 1989)
- De coloratura-opname: Dorothy Dorow, Gunilla von Bahr, Lucia Negro (o.a. Adam, Mozart, Roussel. BIS, 1995)